# Domus Tiberiana

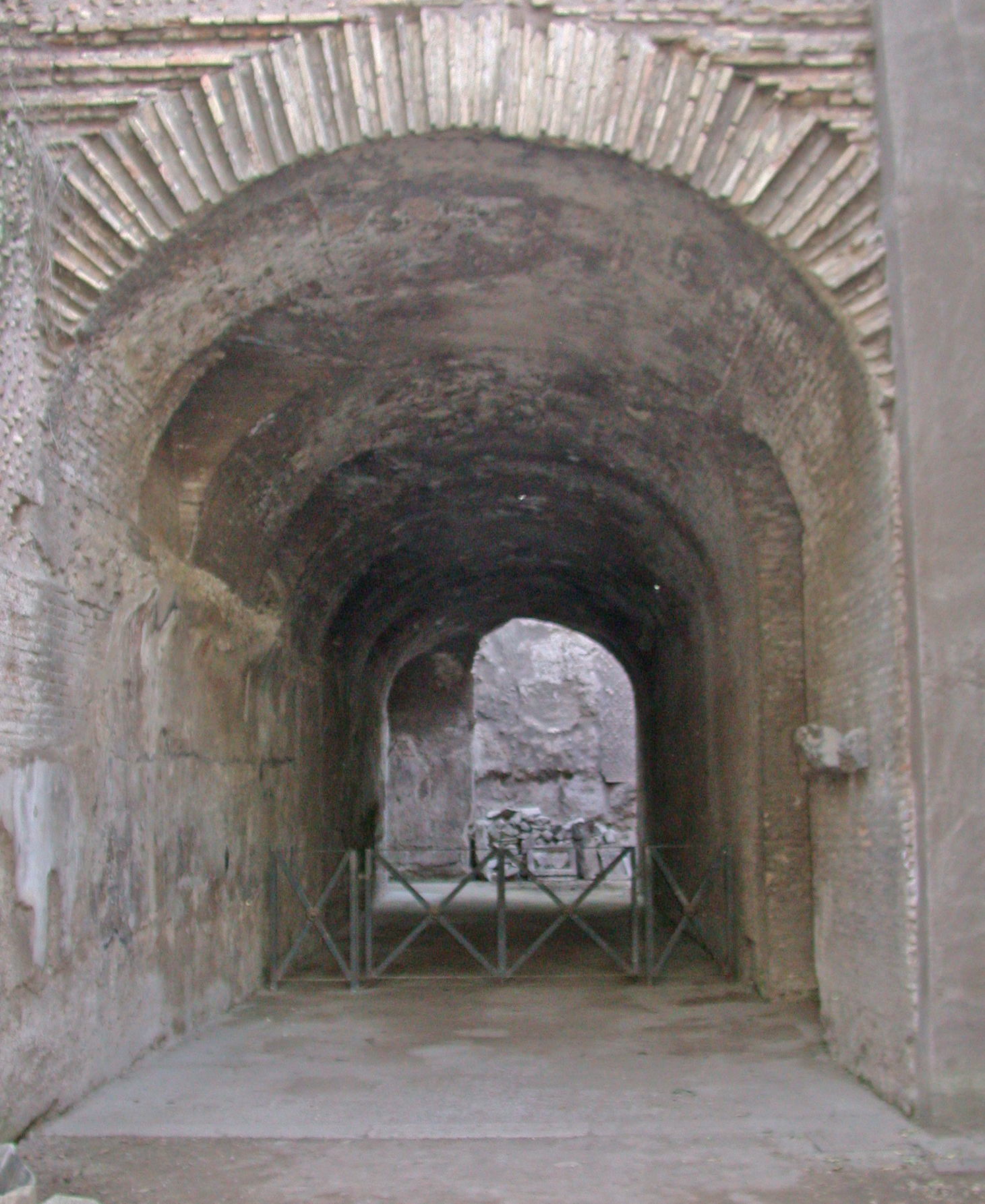
Sektion av Cryptoporticus vid Domus Tiberiana

Domus Tiberiana var ett kejserligt palats på Palatinen i Rom.
Palatset påbörjades av kejsar Tiberius och utvidgades av Nero. Längs hela dess östra långsida löper Cryptoporticus. Domus Tiberiana tycks normalt inte ha använts av kejsaren själv, utan disponerats av tronföljaren.